# Onthophagus nymani
Onthophagus nymani är en skalbaggsart som beskrevs av Gillet 1930. Onthophagus nymani ingår i släktet Onthophagus och familjen bladhorningar. Inga underarter finns listade i Catalogue of Life.